# Shihad (album)
Pour le groupe, voir Shihad.
Shihad est le troisième album studio du groupe rock Shihad. Lancé en septembre 1996 en Nouvelle-Zélande, cet album est aussi connu sous le nom de « The Fish Album », compte tenu le poisson sur la pochette couverture.
Cet album est dédié à la mémoire du manager et ami du groupe, Gerald Dwyer, qui est décédé plus tôt au courant de l’année 1996.
L’album fut enregistré au York Street Studio à Auckland en Nouvelle-Zélande et comprend les singles « La La Land », « A Day Away », « Home Again » et « Yr Head Is A Rock ». « It’s A Go » a été lancé comme single en Europe et « Ghost From the Past » en tant que single en Australie.
L’album s’est classé au 11e rang de la charte du RIANZ et est le deuxième album du groupe à avoir reçu la certification Or en Nouvelle-Zélande avec plus de 7 500 copies vendues.

## Pistes
| No  | Titre               | Durée |
| --- | ------------------- | ----- |
| 1.  | Home Again          |       |
| 2.  | Ghost From The Past |       |
| 3.  | Hate Boys           |       |
| 4.  | It's A Go           |       |
| 5.  | La La Land          |       |
| 6.  | Attack              |       |
| 7.  | Pig Bop             |       |
| 8.  | Leo Song            |       |
| 9.  | A Day Away          |       |
| 10. | Yr Head Is A Rock   |       |
| 11. | Missionary          |       |
| 12. | Outta Phase         |       |
| 13. | Boat Song           |       |